# La mort du Tasse
La mort du Tasse (título original en francés; en español, La Muerte de Tasso) es una ópera del compositor español Manuel García sobre libreto de Jean-Guillaume-Antoine Cuvelier y Joseph Helita. Su argumento se basa en la vida del poeta Torquato Tasso. Fue estrenada en el Teatro de la Academia Real de Música de París el 7 de febrero de 1821.
Esta ópera, considerada la obra maestra compositiva de García, rara vez se representa en la actualidad; en las estadísticas de Operabase aparece con una única representación en el período 2005-2010.

## Argumento
La acción se desarrolla en el palacio del Duque Alfonso II de Este en Ferrara. El acto primero comienza con el lamento de Leonor (hermana del Duque) por el sufrimiento de Tasso desde que Fernando gobierna la corte por ausencia del Duque. Fernando siente celos de Tasso, discute con él violentamente y ordena que sea detenido e ingresado en prisión.
En el segundo acto Leonor visita a Tasso en su celda, este se encuentra lleno de angustias y temores. A continuación se produce la jubilosa llegada del Duque Don Alfonso a Ferrara el cual tras conocer la situación ordena inmediatamente la puesta en libertad del poeta.
En el tercer acto el duque informa a Leonor que Tasso ha recibido del Papa el título de poeta laureado. Sin embargo Tasso no se encuentra bien anímicamente, recita un emotivo poema premonitorio de su muerte acompañado de una lira y poco después muere mientras canta refiriéndose a su propia muerte y la inmortalidad que le espera.